# Lase Berlin
Lase Berlin, auch Lase Heilbut, (geboren am 24. September 1740 in Berlin; gestorben am 22. Januar 1814 in Hamburg) war ein deutscher Rabbiner.

## Leben und Wirken
Lase Berlin war der Sohn des Joseph ben Lase Halberstadt. Er war eineinhalb Jahre Schüler bei Tewele Scheuer in Bamberg. Danach ging er zur Jeschiwa des Dajan Gedalia in Schwersenz (Polen-Litauen). Er war der Schwiegersohn von Todros Munk in Posen.
In Posen wurde er Dajan und Leiter der Jeschiwa unter Raphael Cohen, dem er 1776 nach Altona/Elbe folgte. Später wurde er Dajan für Wandsbek und Hamburg, danach für Altona und Hamburg.
Nach Cohens Amtsniederlegung im Jahre 1799 wurde Berlin Rabbinatspräses der sogenannten Dreigemeinde, bestehend aus den Städten Hamburg, Altona und Wandsbek und Schleswig-Holstein. Auf Anweisung der französischen Besatzer führte er zum 26. April 1812 die Trennung der Dreigemeinde durch. Nach der französischen Annexion Hamburgs am 18. Februar 1813 wurde er zum Konsistorial-Oberrabbiner des Département Bouches de l’Elbe ernannt.
Berlin wurde auf dem Jüdischen Friedhof Neuer Steinweg (Hamburg-Neustadt) begraben.
Lase Berlins Sohn Moses Berlin war der erste Stiftsrabbiner der 1810 gegründeten Löb Schaul-Klaus, sein Sohn Eisik Berlin seit 1840 Stiftsrabbiner an der Vereinigten Alten und Neuen Klaus in Hamburg.

## Schriften (Auswahl)
- Mišnath de Rabbī’Äli‘äzär zu Evän hā-’Äzär und Hōšän Mišpā. Aus dem Nachlass, Altona 1815.
- Damä-śäq’Äli‘äzär. Altona 1816.
- Halachische Korrespondenz mit Moses Sofer, siehe Evän hā-’Äzär, I Nr. 49.